# Александър Янакиев (футболист)
Вижте пояснителната страница за други личности с името Александър Янакиев.
Александър Янакиев – Цачо е български футболист, нападател.
Роден е на 7 февруари 1971 г. в Лом. Играл е за Дунав, Левски (Лом), Монтана, Първа атомна и Шумен. От есента на 2006 г. играе за Аристон (Русе). В А група има 101 мача и 19 гола. Полуфиналист за купата на страната през 1995 и финалист за Купата на ПФЛ през 1996 г. с Монтана.

## Статистика по сезони
- Дунав – 1987/88 – Б група, 9 мача/7 гола
- Дунав – 1988/89 – А група, 24/14
- Левски (Лом) – 1989/90 – В група, 23/10
- Левски (Лом) – 1990/91 – В група, 27/19
- Левски (Лом) – 1991/92 – В група, 28/14
- Левски (Лом) – 1992/93 – В група, 30/17
- Левски (Лом) – 1993/ес. - Б група, отбора не завършва първенството
- Монтана – 1994/пр. - Б група, 30/17
- Монтана – 1994/95 – А група, 29/15
- Монтана – 1995/96 – А група, 26/16
- Монтана – 1996/97 – А група, 15/11
- Първа атомна – 1997/пр. - Б група, 14/8
- Монтана – 1997/98 – Б група, 3/1
- Дунав – 1998/99 – В група, 28/12
- Шумен – 1999/ес. - А група, 7/5
- Монтана – 2000/01 – В група, 17/9
- Монтана – 2001/02 – В група, 24/10
- Монтана – 2002/03 – В група, 26/11
- Монтана – 2003/04 – В група, 29/11
- Монтана – 2004/05 – В група, 28/13
- Монтана – 2005/ес. - Б група, 1/0
- Левски (Лом) – 2005/06 – В група, 24/10
- Аристон – 2006/07 – В група 3/2